# Neognophomyia schildi
Neognophomyia schildi is een tweevleugelige uit de familie steltmuggen (Limoniidae). De soort komt voor in het Neotropisch gebied.